# DocBook
DocBook е семантичен маркиращ език, предназначен за създаването на технически документации. В началото е използван единствено за писане на хардуерни и софтуерни документации, но вече се използва и за други видове документи.
Като семантичен език, DocBook позволява на програмиста да създаде съдържание, независимо от презентацията. Езикът осъществява разделението на бизнес логика от презентационен слой. Съдържанието може да бъде публикувано в голям брой формати, сред които HTML или HTML Help, XHTML, EPUB, PDF, manual страници за UNIX и други без да задължава програмиста да прави каквито и да било промени по source кода.
DocBook файловете притежават две основни файлови разширения (.dbk и .xml). Езикът е силно повлиян от езиците SGML и XML.

## Примерен документ
```
 <book xml:id="simple_book" xmlns="http://docbook.org/ns/docbook" version="5.0">
   <title>Very simple book</title>
   <chapter xml:id="chapter_1">
     <title>Chapter 1</title>
     <para>Hello world!</para>
     <para>I hope that your day is proceeding <emphasis>splendidly</emphasis>!</para>
   </chapter>
   <chapter xml:id="chapter_2">
     <title>Chapter 2</title>
     <para>Hello again, world!</para>
   </chapter>
 </book>

```